# Internationale Vereinigung der Schulen für Sozialarbeit
Die Internationale Vereinigung der Schulen für Sozialarbeit (IASSW, englischsprachig: International Association of Schools of Social Work) ist eine globale Organisation, die sich der Qualität der Bildung, Forschung und Wissenschaft im Bereich der Sozialen Arbeit weltweit widmet.
Mitglieder sind Schulen bzw. Bildungsprogramme der Sozialen Arbeit sowie Einzelpersonen, darunter vor allem Lehrende Sozialer Arbeit. Der globalen Organisation sind fünf regionale Organisationen in Afrika, in Asien und dem Pazifik, in Europa, in Lateinamerika, in Nordamerika und in der Karibik angeschlossen.
IASSW wurde infolge der Ersten Internationalen Konferenz der Sozialarbeit in Paris von 1928 als International Committee of Schools of Social Work gegründet und wurde in den 1950er in International Association of Schools of Social Work umbenannt.
IASSW verfolgt seit der Gründung die Ziele:
- die Bildung im Bereich Sozialer Arbeit weltweit zu fördern,
- die Bildung und Werte der Sozialen Arbeit in internationalen Institutionen zu vertreten,
- den Forschungs- und Ideenaustausch unter Lehrenden zu erleichtern.

IASSW hat seit 1947, als eine der ersten Organisationen überhaupt, beratenden Status bei den Vereinten Nationen.
IASSW trug wesentlich bei zur Veröffentlichung der Zeitschrift International Social Work und der vierteljährlichen Zeitschrift Social Dialogue. 1984 veröffentlichte IASSW den World Guide to Social Work Education, der einen Überblick über die weltweite Ausbildung in Sozialer Arbeit darstellte.
IASSW entwickelte 2000 zusammen mit der International Federation of Social Workers (IFSW) bei der Entwicklung einer globalen Definition der Sozialen Arbeit und einer Ethik-Erklärung mit und veröffentlichte 2004 einen ersten globalen Standard für die Bildung in der Sozialen Arbeit. IASSW trug bei zur Annahme der Globalen Agenda for Soziale Arbeit und Soziale Entwicklung im Jahr 2012.
Die erste Präsidentin war Alice Salomon.